# Drăușeni
Drăușeni (węg. Homoróddaróc) – wieś w Rumunii, w okręgu Braszów, w gminie Cața. W 2011 roku liczyła 495 mieszkańców.